# Tapacul de Vilcabamba
El tapacul de Vilcabamba (Scytalopus urubambae) és una espècie d'ocell de la família dels rinocríptids (Rhinocryptidae).

## Hàbitat i distribució
Habita el sotabosc de l'alta muntanya, als Andes centre-orientals del Perú.